# Marokkó az 1984. évi téli olimpiai játékokon
Marokkó a jugoszláviai Szarajevóban megrendezett 1984. évi téli olimpiai játékok egyik részt vevő nemzete volt. Az országot az olimpián 1 sportágban 4 sportoló képviselte, akik érmet nem szereztek.

## Alpesisí
Férfi
| Versenyző            | Versenyszám      | 1. futam | 1. futam | 2. futam      | 2. futam      | Összesítés | Összesítés |
| Versenyző            | Versenyszám      | Idő      | Hely.    | Idő           | Hely.         | Idő        | Helyezés   |
| -------------------- | ---------------- | -------- | -------- | ------------- | ------------- | ---------- | ---------- |
| Ahmed Áit Muláj      | Műlesiklás       | 1:24,80  | 64.      | 1:18,45       | 43.           | 2:43,25    | 44.        |
| Ahmed Áit Muláj      | Óriás-műlesiklás | 1:54,54  | 75.      | 2:03,41       | 71.           | 3:57,95    | 73.        |
| Bráhím Áit Szibráhím | Műlesiklás       | 1:18,90  | 60.      | nem ért célba | nem ért célba | kiesett    | kiesett    |
| Bráhím Áit Szibráhím | Óriás-műlesiklás | 1:56,32  | 77.      | nem ért célba | nem ért célba | kiesett    | kiesett    |
| Ahmad Vásít          | Műlesiklás       | 1:13,04  | 54.      | 1:10,34       | 37.           | 2:23,38    | 38.        |
| Ahmad Vásít          | Óriás-műlesiklás | 1:45,17  | 65.      | 1:56,94       | 65.           | 3:42,11    | 64.        |
| Hámid Uzsebbád       | Óriás-műlesiklás | 1:58,13  | 80.      | 2:08,56       | 74.           | 4:06,69    | 74.        |